# Nikki Hiltz
Nikki Hiltz est une personnalité non binaire américaine de l'athlétisme, spécialiste du demi-fond, née le 23 octobre 1994 à Santa Cruz en Californie.

## Biographie

### Carrière sportive
Nikki Hiltz naît le 23 octobre 1994 à Santa Cruz en Californie et grandit à Aptos. En 2012, alors au lycée, Hiltz remporte le championnat californien de 1 600 mètres femmes, puis obtient une bourse pour l'université de l'Oregon. L'athlète, membre des Ducks de l'Oregon pendant deux ans, rejoint avec son équipe une division de la National Collegiate Athletic Association avant de partir pour l'université de l'Arkansas. Hiltz remporte plusieurs compétitions et se professionnalise en 2018 en signant un contrat avec Adidas.
L'année 2019 voit sa victoire aux 1 500 m des Jeux panaméricains à Lima au Pérou et sa participation à la finale du 1 500 m des championnats du monde 2019 (12e).
En 2023, Hiltz remporte le championnat féminin des États-Unis du 1 500 m à Eugene. Le 21 juillet 2023, lors du Meeting Herculis de Monaco, l'athlète établit un nouveau record d'Amérique du Nord, d'Amérique centrale et des Caraïbes du mile en 4 min 16 s 35, effaçant des tablettes Mary Decker, qui le détenait depuis 1985.
En 2024, Hiltz s'entraîne à Flagstaff en Arizona. 
Première personne trans non binaire à participer à une compétition olympique d'athlétisme, après avoir établi un record de 3 minutes 55s 33 lors des qualifications au 1 500 m féminin,, Hiltz termine à la septième place avec un temps de 3 min 56 s 38. L'athlète est, avec Raven Saunders, parmi les premières personnes non binaires de l'histoire des jeux olympiques à atteindre la finale d'une compétition individuelle.

### Appartenance à la communauté LGBT+
En 2016, Hiltz fait son coming out gay à sa famille. Le 31 mars 2021, pour la journée internationale de visibilité transgenre, Nikki Hiltz fait son coming out trans non binaire et annonce utiliser les pronoms they/them,. Hiltz explique également que la fluidité de genre est ce qui définit le mieux son identité.
L'athlète attribue ses réussites au soutien reçu de la communauté LGBT+,. En raison des règles de la fédération internationale World Athletics interdisant aux femmes trans de participer aux compétitions (depuis 2023), Nikki Hitz ne peut pas entamer de transition de genre qui inclurait une prise de testostérone.
À partir de 2020, Hiltz organise une course caritative annuelle appelée Pride 5K qui a récolté plus de 172 000 dollars pour The Trevor Project, une association de prévention du suicide des jeunes LGBT+. L'objectif de cette course est également de fournir un espace où les personnes trans peuvent courir librement et se sentir pleinement acceptées.

## Palmarès
| Date | Compétition                    | Lieu    | Résultat | Épreuve | Marque        |
| ---- | ------------------------------ | ------- | -------- | ------- | ------------- |
| 2019 | Jeux panaméricains             | Lima    | 1re      | 1 500 m | 4 min 7 s 14  |
| 2019 | Championnats du monde          | Doha    | 12e      | 1 500 m | 4 min 6 s 68  |
| 2024 | Championnats du monde en salle | Glasgow | 2e       | 1 500 m | 4 min 2 s 32  |
| 2024 | Jeux olympiques d'été          | Paris   | 7e       | 1 500 m | 3 min 56 s 38 |

## Records
| Épreuve | Marque             | Date            | Lieu   |
| ------- | ------------------ | --------------- | ------ |
| 1 500 m | 3 min 55 s 33      | 30 juin 2024    | Eugene |
| Mile    | 4 min 16 s 35 (AR) | 21 juillet 2023 | Monaco |